# Alfred Gabriel Nathorst
Alfred Gabriel Nathorst (født 7. november 1850 i Väderbruun, Nyköping , død 20. januar 1921 i Stockholm) var en svensk natur- og polarforsker, søn af Hjalmar Nathorst.

## Liv og gerning
Nathorst far var agronomen Hjalmar Nathorst. Han fik sin studentereksamen i Lund i 1868, og Uppsala i 1871. Han blev både docent i geologi og dr. phil. fra Lunds universitet i 1874, var i perioden 1873—84 tilknyttet "Sveriges geolologiska undersökning", og 1884—1917 professor og museumsinspektør (med ansvar for samlingerne af arkegoniater og fossile planter) ved "Naturhistoriska Riksmuseet" i Stockholm. Han blev desuden medlem af Vetenskaps-Akademien i 1885. Nathorst var også forfatter; og skrev om først og fremmest om palæontologi, men også om botanik og geologi.
Nathorst begyndte tidlige at studerer naturvidenskab; han startede med botanik, gik senere i gang med geologi, men hans arbejde indenfor palæobotanik anses for hans vigtigste videnskabelige arbejder. Det geologiske arbejde omfattede Skånes geologi, herunder det kambriske og stenkulsførende dannelser, samt landsdelens tektonik. Han påviste i 1874, at størstedelen af de beskrivelser af ældre geologiske formationer, såsom fossile alger, faktisk var spor efter lavere dyr og mærker af genstande som var blevet skyllet frem på stranden af bølgerne. Han påviste blandt andet at planten Eophyton var en sådan. Han fokuserede senere sit arbejde på polaregnene, hvor han i 1910 sammenfattede sine undersøgelse på dette område i en oversigtsartikel. Derudover udgav han Jordens historia i 1888-94, som var en delvis bearbejdning af Melchior Neumayrs Erdgeschichte og Sveriges geologi.

### Forskning i plantevækst og geologi
Han har beskrevet de rige samlinger af plantefossiler fra Skånes dannelse, hvor han også har inddelt Skånes dannelse i detaljerede zoner. Han udførte også forskning omhandlende den fossile floras anatomi og morfologi, og det lykkedes ham blandt andet at rekonstruer Dictyophyllum. Det lykkedes også Nathorst at forbedre enkelte undersøgelsesmetoder, såsom kollodiumaftryk, der kan undersøge kutikulas struktur.
Han var i stand til at påvise at eksempelvis almindelig rypelyng, Salix polaris og dværg-birk havde været udbredt i det nordlige Europa, efter at han i 1870 fandt resten af den arktiske flora ved Alnarp i Skåne. Skånes fossile flora er den bedst undersøgte flora fra denne, hvilket især skyldes at den dannede grundlang for Nathorsts studier i flere år.[kilde mangler] Han lavede også bidrag til Spitsbergens og Grønlands planteverden, og dennes historik, foruden at lave afhandlinger om den sekulære forvitring, forkastninger og andre geologiske emner.
Nathorst udgav i perioden 1894-1920 værket Zur fossilen Flora der Polarländer, som var en bearbejdning af det materiale om Japans tertiære flora, som Vega-ekspeditionen bragte tilbage. Yderligere er de samlede planteforsteninger på Frants Josefs land også bearbejdet af Nathorst.

### Forskning i dyreliv
Han forskede også i de dyr der tidligere blev opfattet som alger, altså krebs, orme med flere, foruden meduser i det svenske kambriske lag. Dertil findes både store og små afhandlinger om palæontologiske emner.

## Virke ved Naturhistoriska riksmuseet
I 1884 blev Nathorst udnævnt til professor af kongen og i 1910 som museumsinspektør for afdelingen for palæobotanik ved Naturhistoriska riksmuseet, hvor han var frem til han gik på pension i 1917. Grundet sit store arbejde som palæobotaniker, havde han opbygget et stort netværk over hele verden - et netværk der var medvirkende til at Stockholms Naturhistoriske Museum fik en stor og bred samling. I størstedelen af sin tid på museet, havde Nathorst sin afdeling i gamle lokaler i Vetenskabsakademiens hus, men han fik i 1915 mulighed for selv at indrette, da det nye museum åbnede.

## Polarforskning
Nathorst var leder af flere ekspeditioner til blandt andet Ishavet. Allerede i 1870 deltog han i sin første polarrejse (til Svalbard) - som han kom tilbage til i 1882. I 1883 var han med på den Svenske Grønlandsekspedition ombord på Dampskibet Sofia. På ekspeditionen fungerede han som souschef, foruden at lede turen fra Waigattet til Kap York. I 1898 var han med på skibet Antarctic, og i 1899 var han leder af en ekspedition der skulle finde Salomon August Andrées forsvundne ekspedition fra to år tidligere. Ekspeditionen lykkedes ikke, men de formåede alligevel at lave en kortlægning af områder omkring Grønland.

## Hædersbevisninger
Nathorst var medlem af Fysiografiska sällskapet i Lund (1878), Vetenskapsakademien (1885), æresmedlem ved Södermanlands-Nerikes nation, Vetenskapssocieteten i Uppsala (1907) og Vetenskaps- och vitterhetssamhället i Göteborg (1909) samt medlem og æresmedlem af omkring 30 udenlandske lærde selskaber. Han var æresdoktor ved universiteterne i Greifswald, Cambridge, Kristiania og S:t Andrews.
Nathorst blev tildelt Lyellmedaljen i 1904.[kilde mangler]

### Eftermæle
Efter sin død, har Nathorst fået omkaldt et landområde efter sig. Nathorst land er området mellem Van Mijen- og Van Keulenfjordene på Spitsbergen.

## Død
Alfred Nathorst døde den 20. januar 1921. Han er begravet på Norra begravningsplatsen i Stockholm.